# Клэр Бельгийская
Клэр, принцесса Бельгийская (фр. Claire, la princesse belge), урождённая — Клэр Луи́з Кумбс (англ. Claire Louise Coombs; 18 января 1974, Бат, Англия, Великобритания) — принцесса Бельгийская, супруга принца Лорана.

## Биография
Клэр Луиз Кумбс родилась 18 января 1974 года в Бате (Англия, Великобритания) в семье бизнесмена Николаса Кумбса и его жены Николь Кумбс (в девичестве Мертенс). У Клэр есть старшая сестра, Жоанна (род. 1972), и брат, Мэттью (род. 1976). Когда Клэр было три года, семья переехала в Валлонский Брабант, Бельгия.
С 12 апреля 2003 года Клэр замужем за Лораном, принцем Бельгийским (род. 1963) — младшим сыном короля Альберта II и королевы Паолы. Принц является младшим братом ныне правящего короля Филиппа. У супругов есть трое детей, дочь и сыновья-близнецы:
- Луиза София Мэри, принцесса Бельгийская (родилась 06.02.2004)[1],
- Николас Казимир Мари, принц Бельгийский[англ.] (родился 13.12.2005)
- Эймерик Огюст Мари, принц Бельгийский[англ.] (родился 13.12.2005).